# ARV General Soublette (F-24)
La ARV General Soublette (F-24) fue una fragata lanzamisiles clase Lupo que sirve en la Armada Bolivariana desde 1981. Fue adquirida por Venezuela en 1975 y construida entre 1978 y 1981.

## Construcción y características
La fragata General Soublette fue construida por el Cantieri Navali Riuntini, en Riva Trigoso , Italia. La puesta de quilla fue el 26 de agosto de 1978, la botadura el 4 de enero de 1980 y la entrada al servicio en abril de 1981. Fue la cuarta unidad de la clase Lupo, construida por contrato firmado el 24 de octubre de 1975.
Su desplazamiento con carga estándar es de 2208 t, mientras que a plena carga es de 2500 t. Su eslora mide 113,2 m, su manga 11,3 m y su calado 3,7 m. La nave tiene una propulsión CODAG (combinado diésel y gas) compuesta por dos turbinas de gas Fiat/GEI LM2500 de 34 400 bhp y dos motores diésel GMT A320/20M de 7800 hp. El buque puede desarrollar una velocidad de 35 nudos.
Su armamento consiste en un cañón compacto de calibre 127 mm; cuatro cañones de calibre 40 mm; ocho lanzadores de misiles superficie-superficie Otomat; un lanzador de misiles superficie-aire Aspide de ocho celdas; un lanzacohetes SCLAR; y seis tubos lanzatorpedos para guerra antisubmarina.
La General Soublette fue objeto de una modernización entre 1998 y 2002 en el Ingalls Shipbuilding de Pascagoula, Misisipi, Estados Unidos. Los trabajos de modernización contemplaron un recorrido total del casco, el reemplazo de los motores diésel de propulsión por otros nuevos, la modernización de las turbinas a gas, el cambio de los sistemas de control de la planta motriz, el reemplazo de los existentes grupos electrógenos por otros nuevos, y la modernización del sistema de comando y control.
A finales de 2022 se conoció que la unidad se encuentra en proceso de desguace en los astilleros DIANCA.